# Braddock Hills
Braddock Hills  è un comune (borough) degli Stati Uniti d'America, nella contea di Allegheny nello Stato della Pennsylvania. Secondo il censimento del 2010 la popolazione è di 1.880 abitanti.
Deve il suo nome al generale britannico Edward Braddock.

## Società

### Evoluzione demografica
La composizione etnica vede una prevalenza della razza bianca (68,9%) seguita da quella afroamericana (27,9%).
| borough di Braddock Hills Popolazione |       |
| 2000                                  | 1.988 |
| 2010                                  | 1.880 |